# Atar Lebar (Bandar Negeri Semuong)
Atar Lebar is een bestuurslaag in het regentschap Tanggamus van de provincie Lampung, Indonesië. Atar Lebar telt 2640 inwoners (volkstelling 2010).